# Ладанник шалфеелистный
Ла́данник шалфеели́стный (лат. Cístus salviifólius) — вид цветковых растений рода Ладанник (Cistus) семейства Ладанниковые (Cistaceae).

## Этимология
Видовой эпитет лат. salviifolius указывает на мягкие листья ладанника шалфеелистного, похожие на листья шалфея.

## Ботаническое описание
Вечнозелёный кустарник с раскидистыми ветвями, покрытыми крупными волосками. Высота растения 30—60 см, иногда до 100 см. Листья овальные, 1—4 см длиной, супротивные, с сетчатым жилкованием, опушённые с обеих сторон, на коротком черешке (2—4 мм длиной).
Соцветие содержит 1 или более округлых пазушных цветков на длинных цветоножках. 5 белых лепестков с жёлтым пятном у основания формируют венчик 4—6 см в диаметре. Тычинки также жёлтые, с пыльников осыпается обильная жёлтая пыльца. Опыление насекомыми, особенно пчёлами (энтомофилия).
Цветение с апреля по май.
Плод — пятиугольная коробочка 5—7 мм длиной.

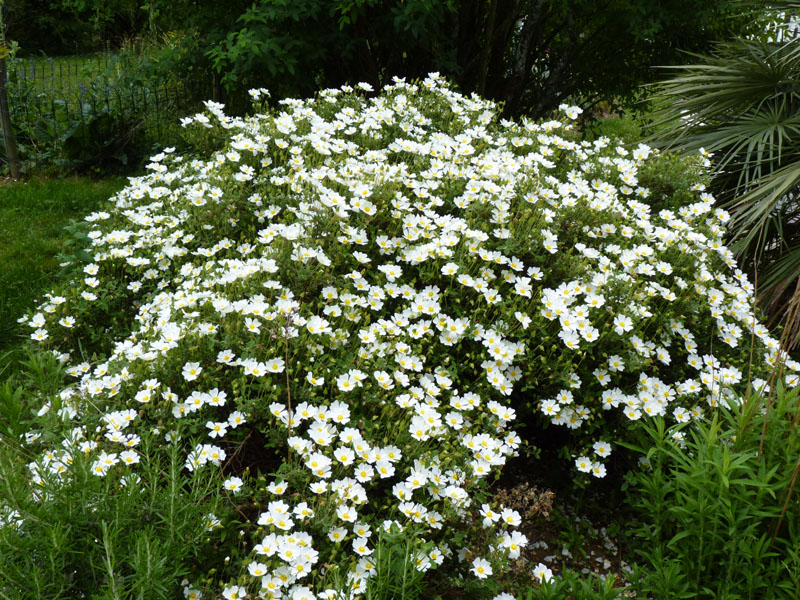
Общий вид цветущего растения
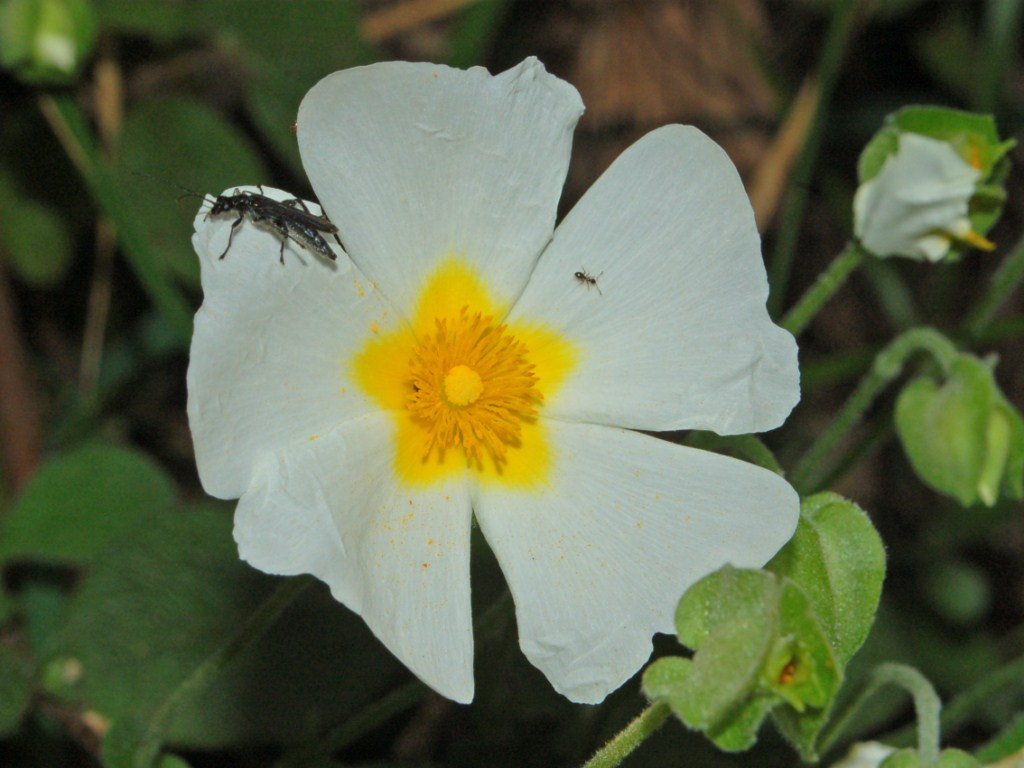
Цветок
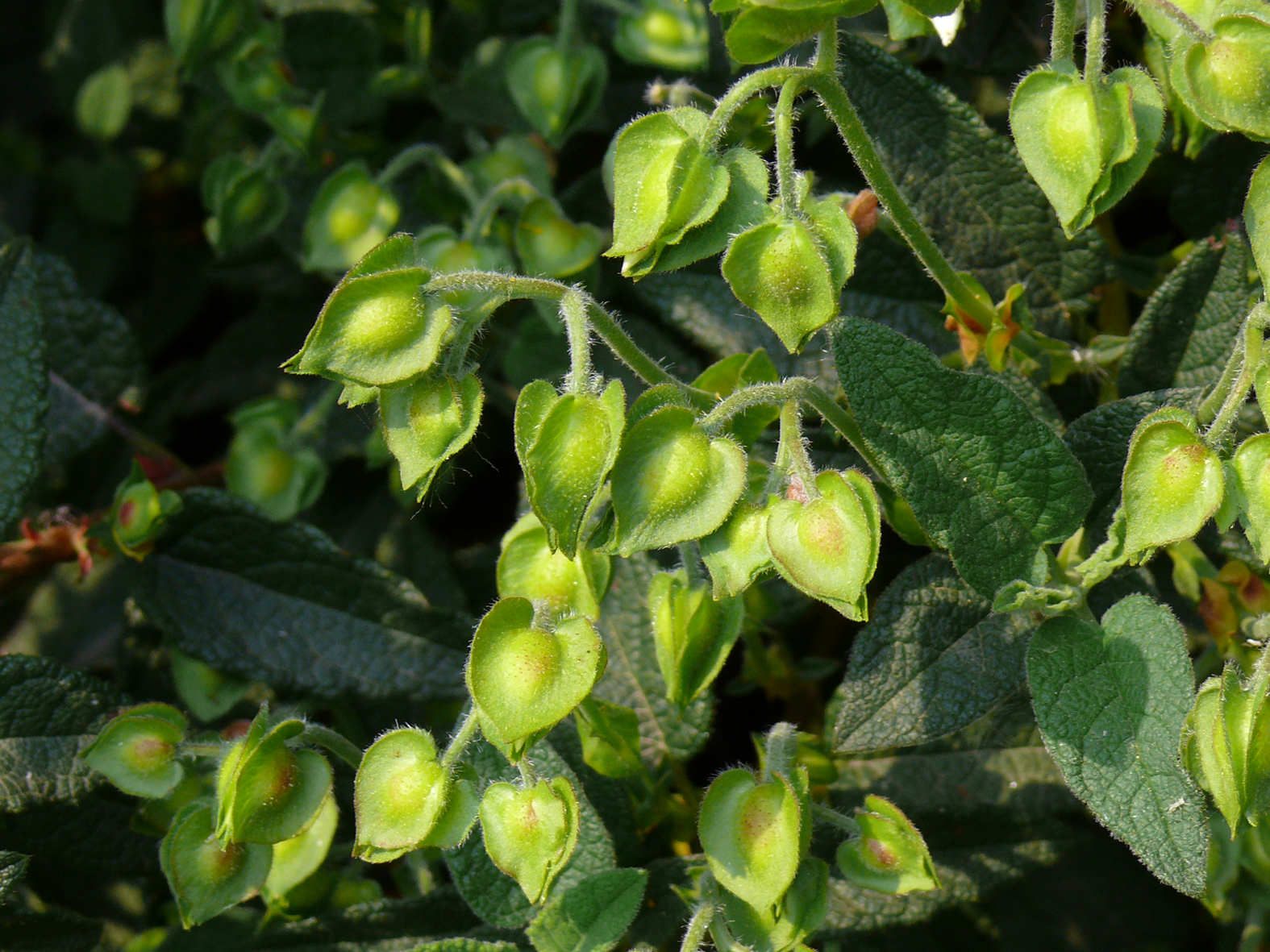
Плоды
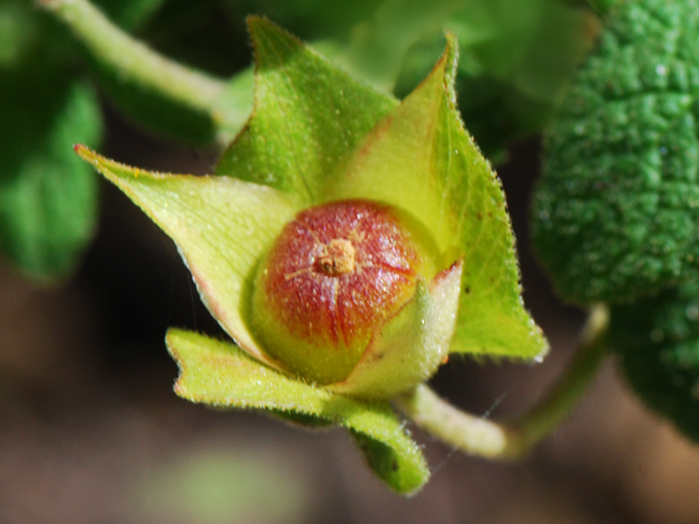
Вскрытый плод
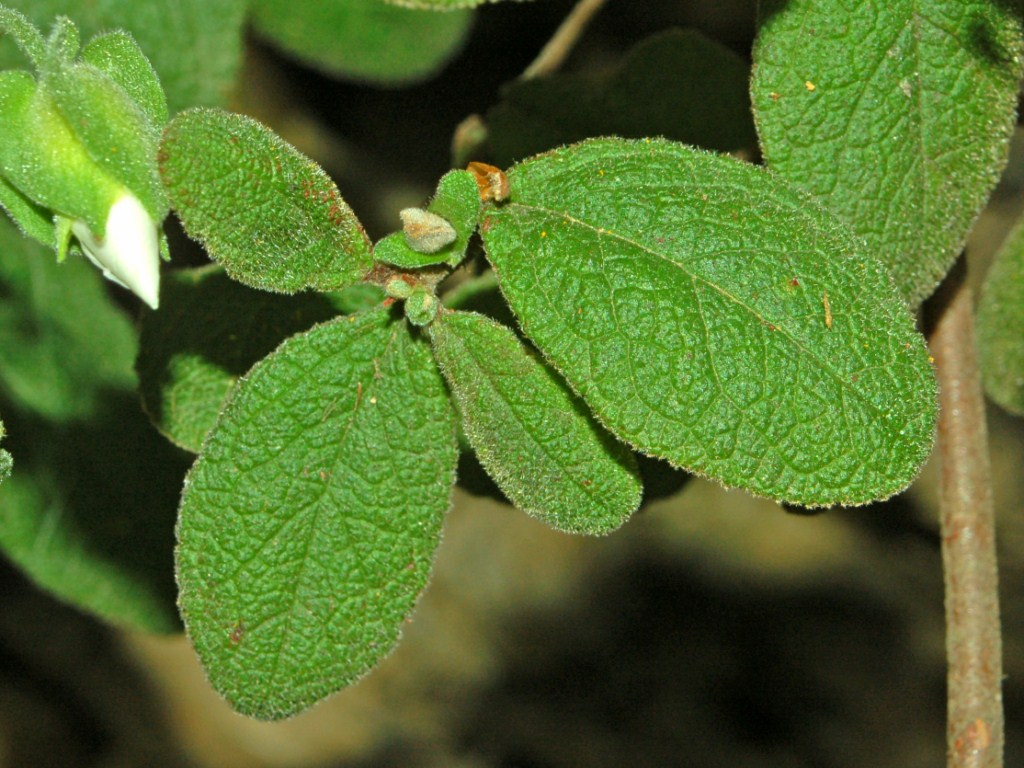
Листья

## Распространение и местообитание
Произрастает в Средиземноморье и Южной Европе, а также некоторых районах Западной Азии и Северной Америки. В России осталось около 1500—2000 экземпляров в единственном местонахождении в окрестностях Сочи.
Произрастает на сухих холмах, в кустарниковых зарослях и рощах на высоте 0—1200 м над уровнем моря. Очень быстро отрастает после пожаров.

## Особенности химического состава
Ладанник шалфеелистный содержит флаван-3-олы, полифлавоноидные таннины, продельфинидины и рододендрин. Он также содержит эллагитаннины типа пуникалагина.

## Охрана
Вид включён в Красную книгу Краснодарского края.

## Значение и применение
Ладанник шалфеелистный — ценное ароматическое растение. Он широко распространён вокруг Иерусалима и с библейских времён использовался для храмовых воскурений. Кроме того, его высушенные листья употребляются в пищу как заменитель майорана. Этот вид выращивается в питомниках и используется для оформления садов и парков, в том числе благодаря своей засухоустойчивости. Предпочитает сухие, хорошо дренированные почвы, может расти и на бедных почвах, однако совершенно не выносит тени.
Скотом не поедается.

## Синонимика
- Cistus apricus Timb.-Lagr.
- Cistus arrigens Timb.-Lagr.
- Cistus elegans Timb.-Lagr.
- Cistus fruticans Timb.-Lagr.
- Cistus humilis Timb.-Lagr.
- Cistus microphyllus Timb.-Lagr.
- Cistus platyphyllus Timb.-Lagr.
- Cistus rhodanensis Timb.-Lagr.
- Cistus sideritis C.Presl
- Cistus velutinus Timb.-Lagr.[10]